# تامپسون (نیویورک)
تامپسون (به انگلیسی: Thompson) یک منطقهٔ مسکونی در ایالات متحده آمریکا است که در شهرستان سولیوان، نیویورک واقع شده‌است. تامپسون ۲۲۶٫۶۲ کیلومتر مربع مساحت و ۱۵٬۳۰۸ نفر جمعیت دارد و ۴۵۰ متر بالاتر از سطح دریا واقع شده‌است.